# 329
| [ Edytuj tabelę ] |                             |
| Król Aksum        | - 320 Ezana 360             |
| Król Armenii      | - 287 Tiridates III 330     |
| Władca Guptów     | - 320 Ćandragupta I 330     |
| Władca Korei      | - 300 Mich’ŏn 331           |
| Papież            | - 314 Sylwester I 335       |
| Król Persji       | - 309 Szapur II 379         |
| Cesarz Rzymu      | - 306 Konstantyn Wielki 337 |

Rok 329 / CCCXXIX
stulecia: III wiek ~
IV wiek ~
V wiek

lata: 319 «
324 «
325 «
326 «
327 «
328 «
329
» 330
» 331
» 332
» 333
» 334
» 339

## Wydarzenia
- Zakończyła się wojna Konstantyna Wielkiego z Gotami (327-329)
- Koniec panowania Dynastii Han Zhao i upadek południowego Xiongnu w okresie szesnastu Królestw.
- Wprowadzane są rzymskie ograniczenia dotyczące wstępowania do kleru.

## Urodzili się
- Grzegorz z Nazjanzu, teolog grecki, nauczyciel Kościoła i biskup

## Zmarli
- Święta Helena (data przybliżona) — święta katolicka i prawosławna, matka cesarza Konstantyna I Wielkiego
- Han Huang, chiński generał i buntownik
- Liu Xi, chiński cesarz z dynastii Han Zhao
- Liu Yao, chiński cesarz z dynastii Han Zhao
- Liu Yin, chiński książę z dynastii Han Zhao
- Wen Jiao, chiński generał i gubernator